# Harry Haslam
Harry Eustace Haslam (født 7. februar 1883, død 7. februar 1955) var en engelsk hockeyspiller, som deltog i OL 1920 i Antwerpen.

## Hockeykarriere
Haslam var målmand og indledte sin karriere i Worcestershire, men flyttede i 1905 til London og spillede derefter for Ilford Hockey Club. Han spillede sin første landskamp i 1920 og opnåede i alt ni landskampe. Han var blandt andet med ved OL 1920 i Antwerpen, hvor blot fire hold stillede op i hockeyturneringen. Haslam spillede alle tre kampe for Storbritannien, der først vandt 5-1 over Danmark, derpå 12-1 over Belgien, inden kampen mod Frankrig blev aflyst på grund af sygdom blandt flere af de franske spillere. Storbritannien vandt dermed guld, mens Danmark fik sølv og Belgien bronze.

## Videre karriere
Haslam modtog en OBE for sit arbejde med Special Constabulary. Han arbejdede for et firma, der fremstillede sportsudstyr, og han rejste i en periode rundt i Storbritannien med den allerførste instruktionsfilm i hockey. Han bestred flere administrative poster i hockeysporten, og han skrev jævnligt for avisen News Chronicle.